# Helgi Ásbjarnarson
Helgi Ásbjarnarson (m. 1005), fue un caudillo vikingo, escaldo y goði de Eiðar, Norður-Múlasýsla, Islandia. Nieto de Hrafnkell freysgoði, es uno de los personajes de la saga de Fljótsdæla, saga de Vápnfirðinga y también la saga Droplaugarsona, donde protagoniza un constante conflicto contra los hermanos Grímr y Helgi Droplaugarson desde la muerte de Þorgrímr torðyfill, uno de sus hombres (a resaltar que Grímr y Helgi tenían entonces 12 y 13 años respectivamente). La escalada del conflicto se sucede a lo largo de la saga, entre tensiones políticas, disputas sobre el ganado, el cortejo por una mujer casada y un largo compendio de episodios que contribuyen a una profunda enemistad entre ambas partes. Jesse Byock cita el conflicto jurídico entre los dos Helgi como ejemplo de los complicados entresijos de la ley islandesa en la Islandia medieval.
Helgi protagonizó la emboscada para acabar con los dos hermanos en 998, y pensó que había acabado con el problema; pero Grímr sobrevivió y tras recuperarse de sus heridas, estuvo escondiéndose hasta encontrar la oportunidad de vengar a su hermano y matar a Helgi en su lecho de la hacienda de Eiðar en 1005.
El papel de Helgi como escaldo aparece en la saga Droplaugarsona.